# Johannes Hoss
Johannes Hoss (* 1990 in Wien) ist ein österreichischer Kameramann und Drehbuchautor.

## Leben
Johannes Hoss maturierte 2011 an der Höheren Bundeslehranstalt für Grafik, Wien, im Zweig Fotografie und Audiovisuelle Medien. 2011–2012 absolvierte er Gedenkdienst (im Zuge des Zivildiensts) im Florida Holocaust Museum, USA. Ab 2013 studierte Johannes Hoss Bildtechnik und Kamera bei Wolfgang Thaler sowie Drehbuch bei Götz Spielmann an der Filmakademie Wien auf der Universität für Musik und Darstellende Kunst Wien, 2022 schloss er das Studium mit einem Magister ab.
Für seine Kameraarbeit an dem Kurzfilm Der Wächter von Albin Wildner gewann Johannes Hoss mehrere Preise; 2022 feierte der Langspielfilm Breaking the Ice, bei dem Johannes Hoss die Kamera führte, seine Weltpremiere beim Tribeca Filmfestival in New York.
Als Drehbuchautor arbeitet Johannes Hoss immer wieder zusammen mit der Regisseurin und Drehbuchautorin Clara Stern, gemeinsam gewannen sie mehrfach Preise für ihre Drehbücher und Treatments. Außerdem filmte er mehrfach Musikvideos, etwa für Dopamine von Drahthaus ft. Aunty und Frizzel Frizz von Kids n Cats.

## Filmografie
- 2016: Leuchtkraft
- 2016: Wartezeit
- 2018: Voltage
- 2019: Der Wächter
- 2019: Favoriten
- 2022: Breaking the Ice

## Auszeichnungen
- 2020: If she can See it, she can be it – Drehbuchpreis der 1. Stufe für Geld oder Leben (Co-Autorenschaft mit Clara Stern)[3]
- 2020: Beste Bildgestaltung, Festival of Nations, Wien für Der Wächter
- Beste Bildgestaltung, Varese International Film Festival für Der Wächter
- Beste Bildgestaltung, Long Story Short, Rumänien für Der Wächter
- 2018: Carl-Mayer Drehbuchpreis der Stadt Graz für Hacklerstrich (Co-Autorenschaft mit Clara Stern)[4]
- 2016: If she can see it, she can be it – Drehbuchpreis der 1. Stufe für Das braucht man zum Glück nicht (Co-Autorenschaft mit Clara Stern)[5]